# Jean Drapeau
Jean Drapeau (Montreal, 18 de febrero de 1916 - Ibídem, 12 de agosto de 1999) fue un abogado y político canadiense. Fue alcalde de Montreal de 1954 a 1957 y de 1960 a 1986.
Hijo de Joseph-Napoléon Drapeau y de Alberta (Berthe) Martineau, Jean Drapeau nació en Montreal en 1916. Su padre fue sobre todo corredor de seguros, concejal y trabajador de elecciones para la Union Nationale y lo inició en la política. Jean Drapeau hizo sus estudios de derecho en la Universidad de Montreal.
En 1942, se presentó como candidato independiente a una elección federal parcial, que perdió. Ejerció durante algunos años de abogado criminalista en Montreal. En 1945, se casó con Marie-Claire Boucher. Tendrán tres hijos. En el momento de la huelga de Asbestos en 1949, actúa como abogado defensor de los huelguistas. En 1950, actúa como adjunto de Pacifique (Pax) Plante para realizar una encuesta sobre la corrupción y la moralidad en Montreal, lo que le dio una visibilidad pública.
En las elecciones municipales de 1954, fue elegido alcalde de Montreal, bajo la bandera de la Ligue d'action civique, que basó su campaña en una depuración de la administración municipal. En las elecciones de 1957, perdió, a favor de Sarto Fournier, pero fue elegido de nuevo en las de 1960, y de ahí en adelante fue reelegido continuamente, hasta su retirada de la vida política en 1986.
En el transcurso de su administración, Montreal vio en los años 1960 la puesta en marcha de grandes obras públicas, tales como el metro, la Place des Arts y la Exposición Universal de 1967. Para ayudar a la financiación de la ciudad, puso en pie en 1968 la primera lotería pública en Canadá, que llamó simplemente el "impuesto voluntario", un método de financiación que más tarde sería retomado y ampliamente desarrollado por el gobierno provincial. 
En las elecciones municipales de octubre de 1970, Drapeau supo utilizar hábilmente la situación de la crisis de octubre para desacreditar y neutralizar a la oposición municipal.
La década de 1970 estuvo marcada por la preparación y la celebración de los Juegos Olímpicos de verano de 1976 en Montreal. Sin embargo, su gestión del proyecto olímpico acarreó importantes subidas de costes así como una deuda enorme que los ciudadanos tienen que pagar aún (la construcción del Estadio Olímpico de Montreal costó mil millones de dólares)
El fin de los años 1970 y el comienzo de los años 1980 vieron un aumento de las críticas al entorno de su administración municipal y la creación, en 1974, de un nuevo partido municipal de oposición, cuya popularidad se acrecentó gradualmente en el transcurso del decenio siguiente. Drapeau no se presentó a las elecciones de 1986, que fueron ganadas por la oposición.
Jean Drapeau falleció en 1999. Fue enterrado en el Cementerio Notre-Dame-des-Neiges en Montreal. Hoy, llevan su nombre un parque situado sobre las islas Sainte-Hélène y Notre-Dame, sedes de la exposición de 1967, así como la estación del metro de Montreal que se encuentra allí.
| Predecesor: Camillien Houde | Alcalde de Montreal Primer mandato (1954-1957)  | Sucesor: Sarto Fournier |
| Predecesor: Sarto Fournier  | Alcalde de Montreal Segundo mandato (1960-1986) | Sucesor: Jean Doré      |